# Marguerite de Bavière (1456-1501)
Marguerite de Bavière (7 novembre 1456 - 25 janvier 1501) est électrice consort palatine de 1474 à 1501.

## Biographie
Marie est la fille du duc Louis IX de Bavière et de son épouse Amélie de Saxe. Elle épouse en 1474 Philippe Ier du Palatinat, électeur palatin. Douze enfants sont issus de cette union :
- Louis V du Palatinat 1478-1544, électeur Palatin.
- Philippe de Palatinat, 1480-1541, évêque de Freising.
- Robert du Palatinat (1481-1504) (en), marié à Élisabeth de Bavière (1478-1504) (en), fille du duc Georges de Bavière-Landshut. Ce mariage, qui le fit héritier de son beau-père, fut la raison de son implication dans la Guerre de Succession de Landshut, pendant laquelle il décéda. Au terme de cette guerre (1505), son fils Othon-Henri du Palatinat devint duc de Palatinat-Neubourg.
- Frédéric II du Palatinat, 1482-1556, qui succéda à son frère Louis V du Palatinat comme électeur Palatin.
- Élisabeth du Palatinat, 1483-1522, qui épousa en premières noces le Landgrave de Haute-Hesse Guillaume III de Hesse, et en secondes noces Philippe Ier de Bade, fils du margrave Christophe Ier de Bade.
- Georges, 1486-1529, évêque de Spire.
- Henri, 1487-1552, évêque d'Utrecht.
- Jean, 1488-1538, évêque de Ratisbonne.
- Amélie du Palatinat (en), 1490-1524, qui épousa le duc Georges de Poméranie, fils du duc Bogusław X de Poméranie
- Hélène du Palatinat (en), 1493-1524, qui épousa le duc Henri V de Mecklembourg-Schwerin.
- Guillaume, 1494-1558.
- Catherine, 1499-1526, abbesse à Neubourg.